# Liisa Jaakonsaari
Liisa Anneli Jaakonsaari (nascida em 2 de setembro de 1945) é uma política finlandesa que foi deputada ao Parlamento Europeu (MEP) de 2009 a 2019. Ela é membro do Partido Social Democrata, parte da Aliança Progressista dos Socialistas e Democratas.
Jaakonsaari foi vereadora em Oulu de 1972 a 1995. Ela também foi membro do parlamento finlandês de 1979 a 2009, quando foi eleita deputada ao Parlamento Europeu (MEP). Jaakonsaari foi a Ministra do Trabalho no primeiro governo de Paavo Lipponen (1995–1999).
Ao contrário do seu partido, Jaakonsaari defende a adesão à NATO.